# Toppenvers
Het toppenvers is een Middelnederlandse versmaat, waarbij iedere regel een vast aantal beklemtoonde lettergrepen heeft. Het aantal onbeklemtoonde lettergrepen tussen die "toppen" kan variëren. Anders dan verreweg de meeste nieuwere, metrische poëzie, kent het toppenvers dus niet een regelmatige afwisseling van beklemtoonde en onbeklemtoonde lettergrepen.
De "dalen" (gevormd door een of meer onbeklemtoonde lettergrepen) worden als zij langer (meerlettergrepig) zijn, automatisch sneller gelezen, zodat ieder dal ongeacht het aantal lettergrepen toch ongeveer dezelfde leesduur in beslag neemt.

## Nederlands
Een voorbeeld uit het vroeg-dertiende-eeuwse Tprieel van Troyen gaat als volgt:
Býnnen Tróyen nóch int héere,
En is rídder van só hóghen náem,
Mer móst íc nu mýnen licháem
Tégen den sínen áventúeren,
My sóud mýn die vrághe súeren (...)

"Noch in Troje, noch in 't leger
Is er ridder van zo hoge naam
Of, moest ik nu mijn leven
Tegen het zijne wagen,
Zo zou die eis mij niet bezuren."

(De spreker, Pollydamas, is tegen iedere tegenstander opgewassen.)
De twintigste-eeuwse dichter Marsman wordt wel genoemd als beoefenaar van een soort toppenvers. Zijn gedicht Vrees begint:
Ik vráag mij áf
hoe láng het nog dúren zal
dat ík als een bál
héen en wéer word geslíngerd (...).
De overeenkomst met het Middeleeuwse toppenvers is dat ook hier geen zeer regelmatige afwisseling van toppen en dalen optreedt.

## Engels
Het toppenvers was ook het oorspronkelijke metrum van de Oudengelse poëzie; daar heet het strong-stress meter. Het aantal beklemtoonde lettergrepen is gewoonlijk vier per versregel, en vaak gaat de vorm gepaard met alliteratie. Ook in het Middelengels vóór Chaucer was dit nog de gebruikelijke maatsoort.
Beowulf begint:
| Hwáet! we Gárdena þeodcýninga hu ða áeþelingas | ín geárdagum þrým gefrúnon, éllen frémedon. | Stilte! Van de Speer-Denen in oude dagen van de mens-koningen, [van][hun] macht hoorden wij — hoe de edelen moedig handelden. |